# Hubertus Leteng
Hubertus Leteng, né le 1er janvier 1959 à Taga dans la province des petites îles de la Sonde orientales et mort le 31 juillet 2022 à Bandung, est un évêque indonésien,  évêque du diocèse de Ruteng en Indonésie de 2010 à 2017. 

## Formation
Hubertus Leteng entre au petit séminaire de Kisol puis au grand séminaire jusqu'à son ordination le 29 juillet 1988.
De 1992 à 1996, il poursuit ses études à la faculté pontificale de théologie Teresianum à Rome.

## Principaux ministères
À son retour de Rome, Hubertus Leteng devient au enseignant au grand séminaire.

## Évêque
Le 7 novembre 2009, Benoît XVI le nomme évêque de Ruteng. Il reçoit l'ordination épiscopale le 14 avril 2010 des mains de son prédécesseur Mgr Eduardus Sangsun. Contesté par une partie de son clergé qui l'accuse de détournements de fonds, Hubertus Leteng démissionne le 11 octobre 2017. 